# Plakina reducta
Plakina reducta är en svampdjursart som först beskrevs av Gustavo Pulitzer-Finali 1983.  Plakina reducta ingår i släktet Plakina och familjen Plakinidae. Inga underarter finns listade i Catalogue of Life.